# Samuel Goudsmit
Samuel Abraham Goudsmit (11 juli 1902 - 4 december 1978), amerikansk fysiker (född i Nederländerna) som tillsammans med George Uhlenbeck formulerade teorin om att en partikel har ett inre rörelsemoment, så kallat spinn, vilket ledde till stora förändringar i atommodellen och kvantteorin.
Asteroiden 9688 Goudsmit är uppkallad efter honom.